# Netilat Jadajim

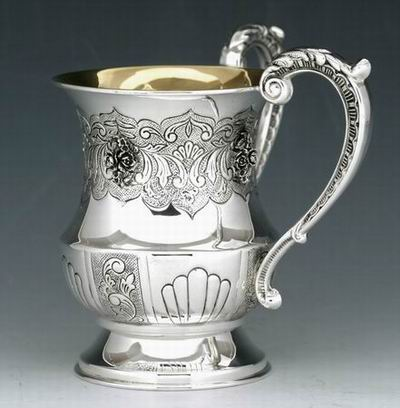
Silberkanne zur rituellen Händewaschung

Netilat Jadajim (hebräisch נְטִילַת יָדַיִם nəṭîlat jādajim), die rituelle Waschung der Hände, ist neben der Tevila, dem Eintauchen des gesamten Körpers in einer Mikwe, eine von zwei verschiedenen Formen der rituellen Waschung im Judentum. 
Das hebräische Wort netila ist laut Israel Meir Lau abgeleitet von נטלא nṭlʾ, dem aramäischen Wort für „Gefäß.“ Doch werden auch andere Deutungen vorgeschlagen.

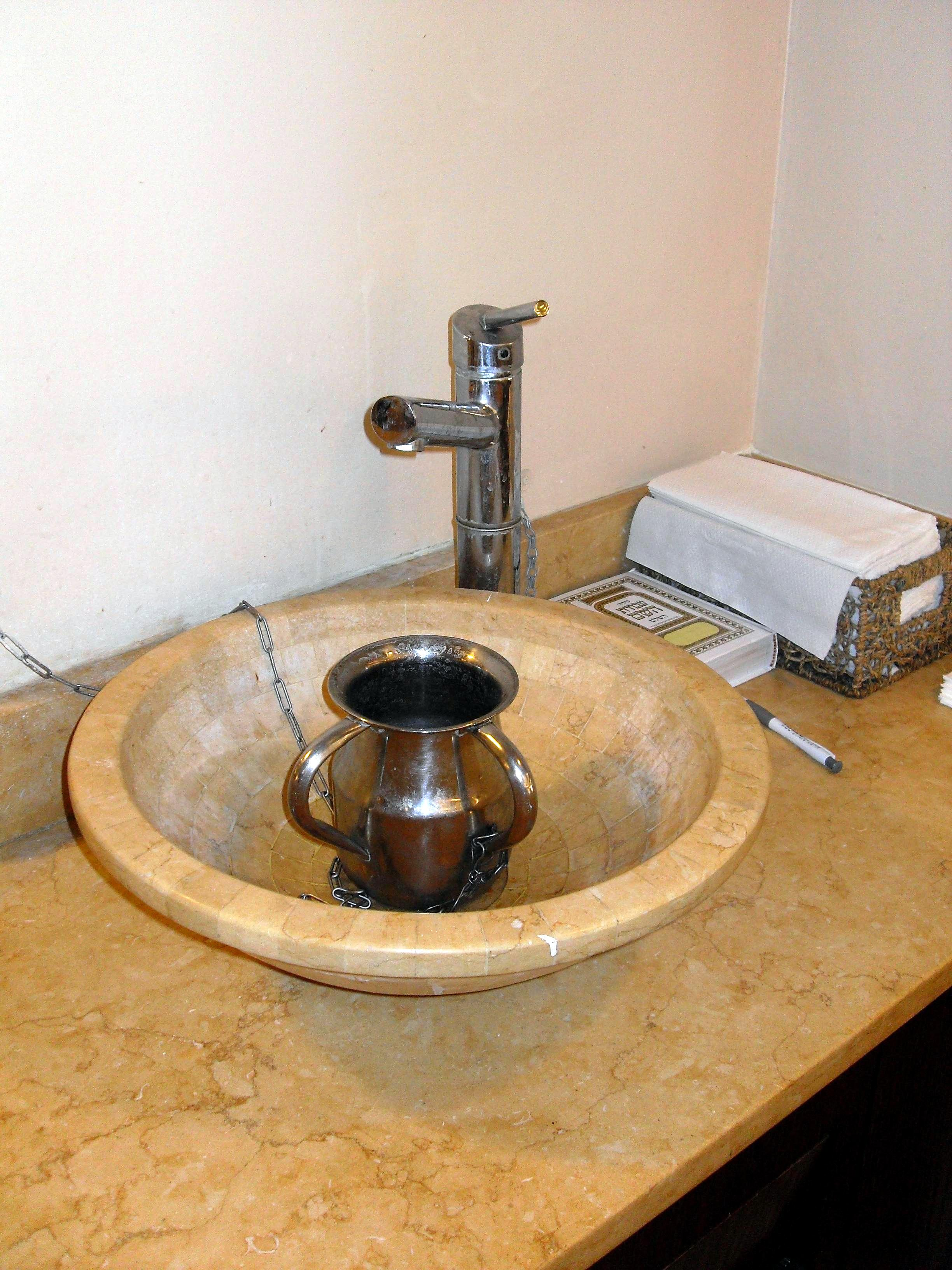
Einrichtung für Netilat Jadajim in einem Jerusalemer Hotel.

Die rituelle Handwaschung wird in der Tora erwähnt und in Mischna und Talmud genauer erläutert. Sie ist Thema des Mischnatraktats Jadajim. Heute wird sie von Anhängern des orthodoxen Judentums sowie manchmal auch im konservativen Judentum praktiziert. Im liberalen Judentum ist sie nicht üblich.

## Anlässe zum Händewaschen
- Negel Vasser (Jiddisch: „Nagel Wasser“): nach dem Aufstehen am frühen Morgen wäscht man sich die Hände, indem man einen Krug nimmt und die Hände dreimal alternierend mit Wasser übergießt und eine Bracha (Segnung) spricht.[4] In manchen Gemeinden ist es üblich, eine Bracha zu vermeiden, wenn man zuvor Geschlechtsverkehr hatte. Nach dem Schulchan Aruch ist auch eine Person, die länger als zwanzig Minuten schläft, zum rituellen Händewaschen und zur Bracha verpflichtet.
- Netilat Jadajim (נְטִילַת יָדַיִם nəṭîlat jādajim): Bevor man eine Mahlzeit mit Brot isst, wäscht man sich einmal die Hände und spricht eine Bracha.[5] In anderen Situationen wäscht man sich die Hände ohne Bracha, z. B. nach dem Berühren der Genitalien oder eines Insekts.
- Majim acharonim (מַיִם אַחֲרוֹנִים majim ʾaḥᵃrōnîm „Wasser danach“) ist die rituelle Waschung der Finger nach einer Mahlzeit.
- Während eines Seders wäscht man die Hände ein weiteres Mal, bevor man das „Karpas“ genannte Gemüse isst.
- Nachdem man auf der Toilette war.
- Um Unreines zu entfernen, nachdem man sich die Haare oder Nägel geschnitten hat.

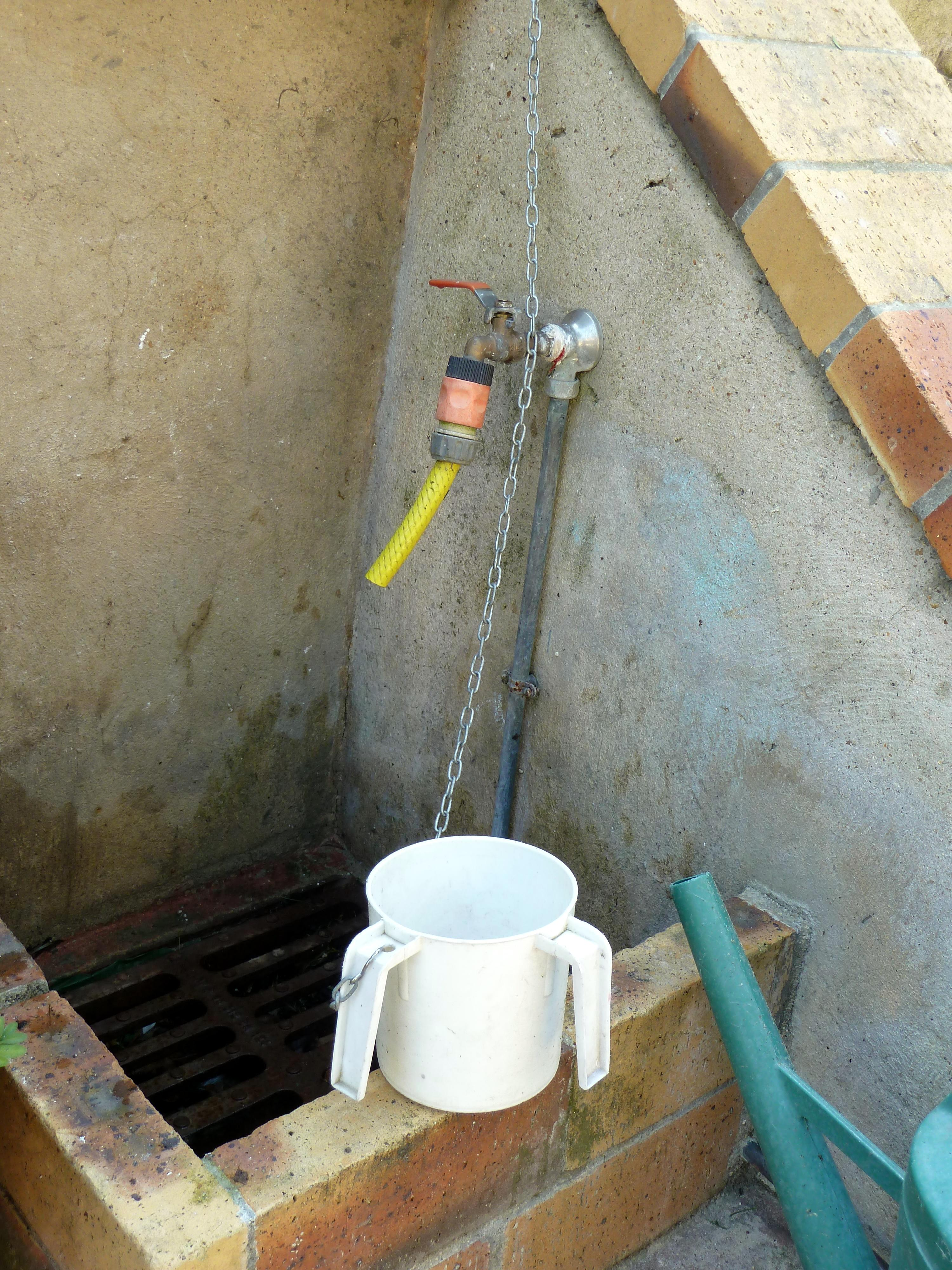
Einrichtung für Netilat Jadajim am jüdischen Friedhof von Versailles.

- Um hebräisch טוּמְאַת מֵת tumat met, deutsch ‚Verunreinigung durch den Tod‘ zu entfernen: Nachdem man an einer Trauerfeier teilgenommen hat, wenn man einen Friedhof betrat, oder sich bis zu vier Ellen einer Leiche genähert hat. Beim Verlassen des Friedhofs wird die Handwaschung dreimal vollzogen; es ist üblich, die Hände danach nicht abzutrocknen.[6]
- Einige Strenggläubige waschen sich nach einem Samenerguss, auch bei der Ejakulation, da der Mann danach als Baal Keri (בעל קרי), „unrein“, gilt.

## Waschen der Hände
Die Rabbiner des Talmuds zogen den Schluss, dass es nötig ist, sich die Hände zu waschen, aus Leviticus 15:11:
Und jeder, den der an Ausfluss Leidende berührt – er hat aber seine Hände nicht im Wasser abgespült –, der soll seine Kleider waschen und sich im Wasser baden, und er wird bis zum Abend unrein sein.
und von Psalm 26:6
Ich wasche meine Hände in Unschuld und halte mich, Herr, zu deinem Altar.
Die Halacha (Jüdisches Gesetz) schreibt vor, dass das Wasser, mit dem man sich die Hände wäscht, natürlich, rein und unbenutzt sein soll und dass es keine anderen Substanzen enthalten darf. Außerdem muss es aus einem Krug gegossen werden, in Erinnerung an Elischa, der Wasser über die Hände Elijas goss.

### Vorgehensweise beim Händewaschen
Beim Händewaschen am Morgen: Man nimmt den Krug in die rechte Hand, gibt ihn an die linke Hand, übergießt die rechte Hand mit Wasser, dann übernimmt die rechte Hand den Krug und übergießt die linke Hand. Dieser Ablauf wird dreimal wiederholt. Dazu benutzt man einen speziellen Krug (nach dem Ritual als „Negel Vasser“ bezeichnet) und ein Lavoir.
Beim Händewaschen vor der Mahlzeit: Hierbei wird nur einmal Wasser über die ganze Hand bis zum Handgelenk gegossen, erst auf die rechte Hand, dann auf die linke. Dabei hält man die Hände leicht gespreizt und nach oben, damit die Hand vollständig von Wasser benetzt werden kann.
| Hebräisch                                                              | Transliteration                                                                                        | Übersetzung |
| ---------------------------------------------------------------------- | --- | --- |
| בָּרוּךְ אַתָּה אֲדֹנָ-י אֱ-לֹהֵינוּ מֶלֶךְ הָעוֹלָם אֲשֶׁר קִדְּשָׁנוּ בְּמִצְוֹתָיו וְצִוָּנוּ עַל נְטִילַת יַדַיִם | Baruch ata Ado-naj, Elohenu Melech Ha’Olam, ascher kideschanu bemizwotaw, weziwanu al netilat jadajim. | „Gelobt seist Du, Ewiger, unser Gott, König der Welt, der uns mit seinen Geboten geheiligt und uns befohlen hat, die Hände zu waschen.“ |

### Bei Mahlzeiten
Der Babylonische Talmud beschreibt zwei verschiedene Arten des Waschens während einer Mahlzeit:
Das Waschen, bevor eine Mahlzeit eingenommen wird, wird als Mayim Rishonim (מים ראשונים) („Erstes Wasser“) bezeichnet, und das Waschen nach einer Mahlzeit heißt Mayim Acharonim („Letztes Wasser“). Der erste Ausdruck ist weitgehend ungenutzt und in Vergessenheit geraten, der zweite allerdings wird noch immer benutzt.
Die Gemara des Babylonischen Talmuds betont die Bedeutung dieser Praktik, inklusive eines Arguments, dass das Waschen vor einer Mahlzeit so wichtig sei, dass man als unkeusch gelte, wenn man die Waschung nicht praktiziere, und eine Bestrafung (durch Gott) in Form einer großen, plötzlichen Zerstörung und Armut erfolgen könne.
Die Diskussion über Majim Acharonim, das Waschen nach einer Mahlzeit, enthält eine Andeutung, dass ihm als Maßnahme zur Gesundheitsvorsorge eine noch höhere Wichtigkeit zukomme als dem Waschen vor der Mahlzeit, weil das zum Konservieren von Lebensmitteln benutzte Salz Blindheit verursachen könne, wenn man sich nach einer Mahlzeit mit ungewaschenen Händen die Augen reibe.
Die Handwaschung nach einer Mahlzeit ist im orthodoxen Judentum fest verankert. Besondere Bedeutung hat sie am Schabbat und den jüdischen Feiertagen.
Die konservativen Gemeinden sprachen sich gegen Majim Acharonim aus: da die Rabbiner zu Zeiten des Talmuds von gesundheitlichen Maßnahmen ausgingen und da moderne Lebensmittel nicht mehr solch gefährlichen Konservierungsstoffe enthielten, falle das obligatorische Waschen der Hände nach einer Mahlzeit weg.
Der Seder beinhaltet eine dritte Waschung, bevor man das grüne Gemüse isst, denn das gilt als unabhängige Mahlzeit. Im orthodoxen Judentum wird jede Waschung, vor, nach und zwischen der Mahlzeit, während des Pessach Seder eingehalten. Außerhalb des orthodoxen Judentums jedoch hat sich nur die Waschung vor der Mahlzeit gehalten.

### Vor dem Gebet
Entsprechend dem Schulchan Aruch sollte eine Person beide Hände vor dem Gebet waschen. Die Gebete sind seit der Zerstörung des Jerusalemer Tempels ein Ersatz für die Gottesdienste, die dort stattfanden. Für die Tempelbesucher war es obligatorisch, sich rituell zu reinigen.

### Vor einer priesterlichen Segnung
Im orthodoxen Judentum (und manchmal auch im konservativen Judentum) segnen Kohanim (Mehrzahl von Kohen), Angehörige von Priesterfamilien, die Gemeinde in der Synagoge zu besonderen Anlässen. Bevor sie ihr Amt ausführen, müssen sie die Hände rituell reinigen. Dieser Brauch geht auf die Tora zurück:
„Damit Aaron und seine Söhne sich die Hände und Füße waschen können, wenn sie ins Heilige Zelt gehen oder an den Altar treten, um ein Opfer darauf zu verbrennen. 21 Wenn sie das unterlassen, müssen sie sterben. Diese Anweisung gilt auch für ihre Nachkommen in aller Zukunft.“ Exodus 30:19
Es ist Brauch für Leviten, das Wasser über die Hände der Kohanim zu gießen und auch in anderen Bereichen zu assistieren. In vielen Gemeinden praktiziert man, da der Tempel in Jerusalem nicht mehr steht, das Waschen der Füße vor einer priesterlichen Segnung nicht mehr.